# Adalia
Adalia es un municipio de España, en la provincia de Valladolid, comunidad autónoma de Castilla y León. 

## Toponimia
El término «Adalia» se deriva del germánico adal, 'estirpe noble', o de la palabra árabe Addaliah "الدَّالية".

## Geografía
El municipio se encuentra situado «en un valle hondo, bastante húmedo, y rodeado de cuestas que forman las alturas ó páramos que dividen los llanos de Campos, y tierra de Medina de Campo». Pertenece a la comarca de los Montes Torozos y linda con los términos municipales de San Cebrián de Mazote al norte, Barruelo del Valle, Villasexmir y San Salvador al este, Gallegos de Hornija y Vega de Valdetronco al sur, y Mota del Marqués al oeste, todos de Valladolid.
Su término es recorrido por los arroyos Retortero y Daruela, desembocando el primero en el segundo, y éste en el río Bajoz. Su punto más alto se encuentra en el monte Atalaya a 830 m.

## Historia
En la antigüedad la villa estuvo amurallada, encontrándose en la actualidad algunos restos. Perteneció al señorío compartido de los obispos de Palencia y los comendadores de la Orden de San Juan. Entre sus habitantes es tradición que desde que los comendadores de San Juan tomaron posesión de la población, se llamó Adella.

### SigloXIX
Así se describe a Adalia en la página 79 del tomo I del Diccionario geográfico-estadístico-histórico de España y sus posesiones de Ultramar, obra impulsada por Pascual Madoz a mediados del siglo XIX:

ADALIA

Villa con ayuntamiento, de la provincia, administración de rentas, audiencia territorial y capitanía general de Valladolid (6 leguas), partido judicial de la Mota del Marqués (1), diócesis de Palencia (12).
Situada en un valle hondo, bastante húmedo, y rodeado de cuestas que forman las alturas, o páramos que dividen los llanos de Campos, y tierra de Medina del Campo; la combaten los vientos del NO, y aunque su clima es medianamente sano, se desarrollan con facilidad las fiebres intermitentes, siendo muy pocas las personas que llegan a la edad de 80 años.
Tiene 100 casas de construcción pobre, y escasas comodidades; una escuela de instrucción primaria con la dotación de 4.ª clase, poco concurrida en el invierno, y completamente desierta durante la recolección de la cosecha; dos iglesias parroquiales, dedicada la una a San Salvador, y la otra a Santa Eulalia; aquella de la religión de San Juan, Encomienda de Bamba, servida por un prior de la orden, y esta de patronato del obispo de Palencia, servida por un teniente cura, cuya presentación corresponde a los mencionados obispos y comendador, debiendo recaer esta en el beneficiado patrimonial de dicha iglesia, previa oposición ante el sínodo diocesano; una fuente de buena agua, de la cual se surten los vecinos con su pilón para los ganados, y otras cuatro fuera de la población; también se encuentran en los alrededores de esta dos ermitas, denominada la una del Humilladero y la otra distante 1/4 de hora bajo la advocación de Nuestra Señora de las Viñas, y un cementerio al E común para ambas parroquias, pobremente construido.
El término se extiende de N a S 3/4 y de E a O 1 legua. Confinando con los de Torrelobatón, S Cebrián de Mazote, y la Mota del Marqués.
Todo el terreno es bastante frío y poco productivo, a excepción de las roturaciones hechas después de la guerra de la Independencia; hay dos prados del Común que se riegan con el agua de un arroyo que tiene su nacimiento en un valle, en el término de Barruelo; corre en dirección del O dejando la villa a su derecha y se vadea por un pequeño puente de madera; da movimiento a un molino harinero de una piedra.
Con los expresados pastos, se recrían algunas muletas, que compran los habitantes en las ferias de León, y se mantiene corto número de ganado vacuno.
Los caminos son travesías incómodas, por el mucho lodo de que en lo general están llenas.
Producciones: las principales son el trigo y la cebada, cuyo sobrante, en considerable cantidad, es extrae por el canal de Valladolid y por los panaderos de los pueblos inmediatos; también se cosecha avena, centeno y algunas legumbres; la cría de ganado lanar es corta; tampoco abunda la caza, que consiste exclusivamente en liebres y perdices.
Industria: la cura o blanqueo de lienzos con las aguas de las fuentes que son muy especiales al efecto, y de la trenzadera blanca que se fabrica en Valladolid.
Población: 98 vecinos, 312 almas.
Capital productivo: 604.218 reales. Imponible: 60.564 reales. Contribución: 6.730 reales 15 maravedíes de vellón.

Se carece de noticias relativas a la fundación de esta villa; a la parte del O se descubre un paredón de piedra y mampostería, por donde se quiere deducir que en antiguo fue murada; también es tradición entre los habitantes que desde que los comendadores de San Juan tomaron posesión de ella, se llamó Andella; con el tiempo compartieron estos el señorío con los obispos de Palencia, ejerciendo aquellos el dominio en la parroquia de San Salvaor, y los obispos en la de Santa Eulalia; cada uno de los SS. elegía un alcalde en su feligresía respectiva, y un procurador del común que ejercían la jurisdicción mancomunadamente.

## Geografía humana

### Demografía
Cuenta con una población de 50 habitantes (INE 2024).
| Gráfica de evolución demográfica de Adalia entre 1842 y 2021                                                          |
| |
| Población de derecho según los censos de población del INE. Población de hecho según los censos de población del INE. |

| 93                        | 87 | 87 | 88 | 84 | 82 | 74 | 69 | 68 | 67 | 65 | 61 | 61 | 59 | 58 | 57 | 59 | 57 | 59 | 59 | 59 | 58 | 54 |
| (Fuente: INE [Consultar]) |    |    |    |    |    |    |    |    |    |    |    |    |    |    |    |    |    |    |    |    |    |    |

NOTA: La cifra de 1996 está referida a 1 de mayo y el resto a 1 de enero.

## Administración y política
| Periodo   | Nombre                         | Partido       |
| --------- | ------------------------------ | ------------- |
| 1979-1983 | Siro Bayón Martín              | UCD           |
| 1983-1987 | Ildefonso Fernández Izquierdo  | AP/PDP/UL     |
| 1987-1991 | Tomás Delgado del Barrio       | PP            |
| 1991-1995 | Tomás Delgado del Barrio       | PP            |
| 2003-2007 | Francisco González Fernández   | PP            |
| 2007-2011 | Jesús Ángel Fernández Paniagua | Independiente |
| 2011-2015 | Jesús Ángel Fernández Paniagua | PCAS-CI       |
| 2015-2019 | Jesús Ángel Fernández Paniagua | PP            |
| 2019-2023 | Jesús Ángel Fernández Paniagua | PP            |

## Personas destacadas
- Francisco Núñez Izquierdo (1851-1931), empresario y político, propietario del diario salmantino El Adelanto.
- Melitón Herreras, poeta local.
- Isidro Primo Rodríguez (1881-1936), beato Edmigio, beatificado el 10 de octubre de 1993 por Juan Pablo II.

## Monumentos y lugares de interés
- Iglesia del Salvador: construida en el siglo XVI sobre antiguos restos románicos, con una estructura de tres naves. El único resto que se conserva de la etapa románica es su portada del lado de la Epístola. Posee un arco con dos arquivoltas apuntadas, una de las cuales está decorada con puntas de diamante. El retablo mayor es plateresco y consta de banco, dos cuerpos, tres calles y remate.

## Cultura

### Fiestas
- 6 de mayo: San Juan Ante Porta Latina.
- Última semana de agosto: fiesta del Ofrecimiento.